# Assintota
Em matemática, uma assintota, assíntota, assimptota ou assímptota de uma curva em hipérbole é um ponto ou uma curva de onde os pontos da hipérbole se aproximam à medida que se percorre a hipérbole. Quando a hipérbole é o gráfico de uma função, em geral o termo assímptota refere-se a uma reta.

## Assíntotas de gráficos de funções

A função f(x)=1/x tem como assíntotas os eixos coordenados

Um gráfico de uma função pode ter assíntotas verticais, horizontais ou oblíquas.

### Assíntotas verticais
Uma reta de equação x=a é uma assíntota vertical do gráfico de uma função f, se algum dos limites {\textstyle \lim _{x\to a^{\pm }}f(x)=\pm \infty } se verifica.
Quando o valor de x se aproxima de a, o valor da função tende para o infinito. Como o valor da função aumenta ou diminui, a curva tende para o infinito na direção do eixo {\displaystyle Oy} do referencial, mas nunca alcança o valor a pois x aproxima-se de a mas nunca o alcança.
Portanto, {\displaystyle x=a} é uma assíntota vertical da função, pois a curva da função aproxima-se da reta verticalmente.

### Assíntotas horizontais
Uma reta de equação y=b é uma assíntota horizontal do gráfico de uma função f, se algum dos limites {\displaystyle \lim _{x\to \pm \infty }f(x)=b} se verifica.

### Assíntotas oblíquas
Uma reta de equação y=mx+b é uma assíntota oblíqua do gráfico de uma função f, se algum dos limites {\displaystyle \lim _{x\to \pm \infty }(f(x)-(mx+b))=0} se verifica. Uma forma de determinar o declive de uma possível assíntota oblíqua consiste em calcular os limites {\displaystyle \lim _{x\to \pm \infty }{\frac {f(x)}{x}}.}  Caso este limite exista, e seja finito, o declive {\displaystyle m} da reta é o seu valor. O valor de {\displaystyle b} pode ser calculado por {\displaystyle b=\lim _{x\to \pm \infty }(f(x)-mx).}
Para que haja uma assíntota oblíqua em uma função racional {\displaystyle {\frac {n(x)}{d(x)}},} o grau do numerador tem que ser superior ao grau do denominador em uma (1) unidade, ou seja, {\displaystyle \operatorname {gr} (n(x))-\operatorname {gr} (d(x))=1.}